# Покемон 3
Покемон: Заклятие Аноунов (яп. 劇場版ポケットモンスター 結晶塔の帝王 ENTEI) — японский анимационный фильм режиссёра Кунихико Юямы, выпущенный в 2000 году компанией OLM, Inc. Это третий полнометражный фильм, посвящённый «Покемону», дополняющий историю Приключений Джотто.
Этот мультфильм считается самым лучшим по сравнению с его предшественниками.

## Сюжет
Эш и его друзья продолжают странствовать. По пути они встречают тренера. Тренер рассказывает о красивом городе, который находился неподалёку. Но он стал кристаллом. Все дело в маленькой девочке Молли, отец которой изучал древних покемонов. Его похитили Аноуны, и девочка пожелала вернуть его. Но вместо её отца пришёл покемон Энтей. Молли считала его своим отцом. Она пожелала и маму, но не знала, что это мама Эша. Энтей похитил её, и тут-то у Эша начинается новое приключение в поисках Аноунов.

## Короткометражный мультфильм
Вместе с полнометражным фильмом есть короткометражка про путешествующих по городу Пикачу с двумя Пичу и другими покемонами.

## Актёрский состав

### Основные персонажи
- Рика Мацумото в роли Эша, главного героя аниме-сериала и фильма, цель которого — стать Мастером покемонов, сильнейшим из тренеров покемонов.
- Икуэ Отани в роли Пикачу, первого и самого преданного покемона Эша, который похож на мышь и способен управлять электричеством.
- Маюми Иидзука в роли Мисти, спутницы Эша.
  - Сатоми Короги в роли Тогепи, покемона Мисти.
- Юдзи Уэда в роли Брока, покемоновода и спутника Эша.
- Мэгуми Хаясибара в роли Джесси, члена Команды R. Джесси вместе с Джеймсом и Мяутом преследуют Эша и его друзей, чтобы похитить Пикачу.
- Синъитиро Мики в роли Джеймса, члена Команды R.
- Инуко Инуяма в роли Мяута, говорящего покемона, члена Команды R.
- Юдзи Уэда в роли Воббуффета, Покемона Джесси.
- Усё Исидзука в роли Профессора Оука, специалиста по Покемонам.
- Масами Тойошима в роли Дейлы Кетчум, мамы Эша.
- Томокадзу Сэки в роли Трейси, ассистента Профессора Оука.
- Тинами Нисимура в роли офицера Дженни.
- Аяко Сираиси в роли сестры Джой, медсестры.
- Усё Исидзука в роли закадрового голоса рассказчика.

### Персонажи, появившиеся в фильме
- Акико Хирамацу в роли Молли Хэйл, 5-летней девочки из Гринфилда, которая своим желанием вновь увидеть отца вызвала все возникшие происшествия.
- Наото Такенака в роли Спенсера Хэйла, отца Молли и студента Профессора Оука; Энтея, Легендарного Покемона-Илюзии и главного злодея фильма. Вызванный желаниями Молли и силами Аноунов.
- Аи Като в роли Лизы, девушки тренера из Джотто.
- Хирохида Якумару в роли Скайлера, ассистента профессора Хэйла.